# Julius Sattler
Julius Sattler (* 21. Juni 1799 in Stuttgart; † 17. September 1871 in Ellwangen) war ein deutscher Jurist und Politiker.

## Leben
Als Sohn eines Obertribunalrates und Oberjustizdirektors geboren, ging Sattler auf das Gymnasium in Stuttgart. Im Anschluss studierte er Rechtswissenschaften und Philosophie in Tübingen, Bonn und Heidelberg. Während seines Studiums wurde er 1817 Mitglied der Alten Tübinger Burschenschaft Arminia und 1818 der Burschenschaft Germania Tübingen. Nach dem Bestehen seiner Ersten Höheren Justizdienstprüfung 1822 und der Zweiten 1823 wurde er 1824 Amtsverweser beim Oberamtsgericht Esslingen am Neckar. Er war als Sekretariatsassistent beim Obertribunal in Stuttgart tätig, bevor er Gerichtsaktuar beim Oberamtsgericht in Herrenberg und 1826 Assessoratsverweser in Ulm wurde. Es folgten Stationen als Oberjustizassessor in Ulm und als Justizrat, später Oberjustizrat in Ellwangen. In Ellwangen war er 1850 einer der Wiedergründer des Turnvereins, der 1846 von Julius Hoelder mitgegründet wurde.
Sattler betätigte sich politisch. 1848 stellte er sich in Ellwangen als Kandidat für die Frankfurter Nationalversammlung auf, wurde jedoch nicht gewählt. 1849 war er für Crailsheim Mitglied der Ersten Verfassungsrevidierenden Landesversammlung, in der er Mitglied der Adress-, Staatsschuldenverwaltungs-, Verfassungs- und Staatsrechtlichen Kommission war. 1850 war er für Crailsheim Mitglied der Zweiten Verfassungsberatenden Landesversammlung, in der er Mitglied der Staatsschuldenverwaltungs- und Gesetzgebungskommission war. Auch der Dritten Verfassungsberatenden Landesversammlung gehörte er 1850 für Crailsheim an und war dort Mitglied der Verfassungskommission.